# Ribes ruizii
Ribes ruizii là một loài thực vật có hoa trong họ Grossulariaceae. Loài này được Rehder miêu tả khoa học đầu tiên.